# Starački dom
Starački dom je ustanova za starije osobe koje nemaju mogućnosti da žive same. Za ovo može postojati više razloga ali duboka starost u kombinaciji sa bolešću je glavni.
Uobičajeno je da starački domovi za svoje korisnike nude zajedničke površine za rekreaciju, jelo i druženje, a da korisnici usluga doma imaju posebne apartmane. Nivo usluga u staračkim domovima dosta varira u zavisnosti od države ili mesta gde se nalazi dom pa do cene boravka u istom. Plaćanje za boravak u domu se može vršiti u mesečnom iznosu, ili jednokratno.